# Antonio Turnes
Antonio Turnes Ardanuy es un humorista gráfico español.

## Biografía
Antonio Turnes Ardanuy fue redactor y coordinador de la editorial Bruguera durante los años sesenta y setenta, dirigiendo "Can Can" y creando también una serie propia, Landers School. También colaboró como humorista gráfico en Solidaridad Nacional con los humoristas Oli y Perich, y en Tele/eXprés'.

## Obra
| Años | Título                | Dibujante      | Tipo  | Publicación                     |
| ---- | --------------------- | -------------- | ----- | ------------------------------- |
| 1963 | Landers School        | Manuel Cuyàs   | Serie | El DDT                          |
| 1968 | Con burbujas          | Antonio Turnes | Serie | Tele/eXprés                     |
| 1978 | Cristina y sus amigas | Manuel Cuyàs   | Serie | Joyas Literarias Juveniles/Azul |